# 雷尼河區
雷尼河區（英語：Rainy River District）是加拿大安大略省西北部一個分區，西面瀕臨伍兹湖，北接肯諾拉區，東臨雷灣區，南面則與美國明尼蘇達州為鄰，行政中心設於弗朗西斯堡鎮。據2011年人口普查所示，雷尼河區有20370名居民。雷尼河區基本上沒有任何地方行政功能，區內的服務主要由建制城鎮政府、地區服務局或直接由省政府提供。
雷尼河區於1885年脫離雷灣區而成；肯諾拉區則於1909年脫離雷尼河區。

## 轄區
- 弗朗西斯堡鎮（Town of Fort Frances）
- 雷尼河鎮（Town of Rainy River）
- 阿爾伯頓鄉（Township of Alberton）
- 阿提科坎鄉（Township of Atikokan）
- 查普爾鄉（Township of Chapple）
- 多臣鄉（Township of Dawson）
- 伊莫鄉（Township of Emo）
- 河谷鄉（Township of La Vallee）
- 活士湖鄉（Township of Lake of the Woods）
- 莫利鄉（Township of Morley）

區內餘下的非建制地區則統稱為非建制雷尼河區（Unorganized Rainy River District）。

## 外部連結
- 维基共享资源上的相關多媒體資源：雷尼河區